# Sílvia Cantos Bastida
Sílvia Cantos Bastida   (Argentona, 1980) és una bibliotecària, periodista, locutora de ràdio i escriptora catalana.
Especialista en literatura infantil i literatura juvenil, apassionada dels llibres i entusiasta de les noves tecnologies, és la productora i presentadora el programa de ràdio Històries que s'emet a Ràdio Argentona i Vilassar Ràdio, amb més d'onze temporades en antena. També és l'autora del bloc de recomanacions literàries Us recomano… Implicada en múltiples projectes de promoció de la lectura entre nens i joves, coordina diversos clubs de lectura i realitza tallers d'animació lectora per a infants.
L'any 2020 va publicar la seva primera novel·la, Ulls de nit, una obra que tracta sobre les absències a través d'una història on hi tenen un pes molt important la família, l'amistat, l'amor i el sexe.